# Coppa d'Oro dei Campioni del Mondo
La Coppa d'Oro dei Campioni del Mondo (sp. Copa de Oro de Campeones Mundiales, ingl. World Champions' Gold Cup), più nota come Mundialito o come Mundialito 1980, fu un torneo internazionale di calcio a inviti disputato a Montevideo (Uruguay) dal 30 dicembre 1980 al 10 gennaio 1981.
La competizione vide la partecipazione di sei nazionali, cinque delle quali erano quelle che, all'epoca, avevano vinto almeno una volta il mondiale, e venne organizzata per celebrare il cinquantenario del campionato del mondo 1930, il primo della storia, che si tenne proprio in terra uruguaiana.

## Torneo

### Antefatti
Principale fautore del Mundialito fu Washington Cataldi (1923-1996), allora presidente del Peñarol, club molto vicino ai militari che all'epoca governavano l'Uruguay, oltreché uomo molto influente nel calcio sudamericano. Cataldi non solo ideò il torneo, ma ottenne l'importante avallo della FIFA, grazie ai buoni uffici del presidente João Havelange, che Cataldi aveva contribuito a far rieleggere presidente dell'organismo mondiale.
Nonostante il benestare della FIFA e della federazione calcistica uruguaiana, l'organizzazione del Mundialito non vide coinvolti né la federazione internazionale né quella locale, ma fu invece appannaggio di un gruppo di privati capitanato da Cataldi e da Angelo Vulgaris, un imprenditore greco residente in Uruguay, proprietario di una multinazionale del bestiame. In occasione del cinquantesimo anniversario dei primi mondiali di calcio, vinti dai padroni di casa della Celeste, Cataldi e Vulgaris vollero mettere in piedi un torneo assolutamente suggestivo dal punto di vista sportivo, che vedeva invitate le sole sei nazionali che, all'epoca, si erano fregiate almeno una volta del titolo mondiale (da qui la denominazione della manifestazione), ovvero l'Uruguay, l'Italia, la Germania Ovest, il Brasile, l'Inghilterra e l'Argentina.

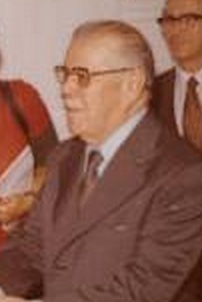
Aparicio Méndez, presidente de facto dell'Uruguay dal 1976 al 1981. Il suo regime dittatoriale cercò di strumentalizzare il Mundialito a fini politici, analogamente a quanto aveva fatto in Argentina Jorge Rafael Videla con il.

Le intenzioni originarie dell'organizzazione si scontrarono però con la difficile situazione politica che l'Uruguay stava vivendo in quegli anni. Come già accennato, dal 1973 il paese sudamericano era infatti governato da un'opprimente e sanguinaria dittatura di stampo fascista (una delle tante dell'operazione Condor), iniziata prima con il colpo di Stato non violento del presidente Juan María Bordaberry e proseguita poi con il golpe dei militari del 1976. La junta militar al potere era inizialmente disinteressata al Mundialito, tanto che solo due anni prima aveva fermamente rifiutato di organizzare un evento simile, e stavolta finì per acconsentire al suo svolgimento solo a patto di non avere legami ufficiali con esso.
Quando l'organizzazione del torneo si mise in moto, la popolazione associò inevitabilmente la manifestazione a un'emanazione della dittatura e mostrò ben poco interesse verso di essa; ciò nonostante, grazie a delle mirate campagne pubblicitarie, l'organizzazione riuscì a far mutare opinione al Paese, mostrando ai loro occhi il torneo per quello che era, ovvero soltanto una grande celebrazione sportiva. Le cose cambiarono radicalmente a un mese esatto dall'inizio del Mundialito, il 30 novembre 1980, data in cui era previsto nel Paese sudamericano un plebiscito popolare allo scopo di modificare la Costituzione, che nelle intenzioni dei militari avrebbe dovuto legittimare il regime guidato dal presidente Aparicio Méndez; contrariamente alle aspettative, la giunta al potere andò incontro a una sonora sconfitta, che, a posteriori, sarà il primo atto del processo che porterà, quattro anni dopo, alla caduta della dittatura e al ripristino di un governo democratico in Uruguay.
Di fronte quindi al rischio che l'imminente Mundialito potesse trasformarsi in un ulteriore megafono per l'opposizione fresca vincitrice, il regime militare cercò frettolosamente di strumentalizzare il torneo a fini propagandistici, onde ricreare consenso intorno a sé e rompere l'isolamento internazionale del Paese, muovendosi come aveva fatto, due anni prima, la giunta militare del dittatore argentino Jorge Rafael Videla in occasione del mondiale casalingo. Se per le altre due compagini latine, Argentina e Brasile, nazioni anch'esse all'epoca caratterizzate da governi dittatoriali, le mosse del regime uruguaiano non creavano problemi, in Europa l'eventualità della partecipazione al Mundialito cominciò a creare qualche serio imbarazzo alle nazionali invitate.
Gli inglesi declinarono la partecipazione, ufficialmente per problemi di calendario dato che la manifestazione, programmata per il periodo natalizio, avrebbe reso impossibile disputare il turno di campionato del Boxing Day, storica tradizione del calcio inglese; ma in molti specularono che la scelta fosse in realtà un boicottaggio mascherato verso la giunta militare uruguaiana. Come sostituta della nazionale dei Tre Leoni vennero invitati i Paesi Bassi, finalisti nelle precedenti due edizioni del mondiale, ma come già accaduto oltre Manica, anche in terra olandese sorse il problema del prendere parte o meno al torneo: l'opinione pubblica fu fortemente critica, vennero organizzati sit-in e campagne stampa contrarie al Mundialito e ci furono perfino delle inchieste agli Stati Generali, con il ministro degli esteri che invitò la federcalcio olandese a rinunciare all'appuntamento. Pur in questo clima sfavorevole, i vertici degli Oranje decisero comunque di partire per Montevideo.
Anche in Italia, in prossimità dell'evento, nacque un movimento d'opinione volto a scoraggiare la partecipazione al Mundialito. Dopo il silenzio che il Paese aveva mantenuto sulla dittatura di Videla al mondiale argentino, stavolta una quarantina tra calciatori e allenatori italiani, spinti da alcuni esuli uruguaiani, firmarono un documento in cui si disapprovava la dittatura, chiedendo che il torneo fosse «anche una tribuna dove si condanni la politica di repressione e fame portata avanti in questi ultimi sette anni»; anche se tra successivi distinguo e ritrattazioni, solamente il tecnico della Lazio Castagner e il difensore della Roma Santarini confermarono poi le loro parole. Nonostante ciò, la partecipazione degli Azzurri in Uruguay non fu mai messa seriamente in discussione.

### Stadio
Come sede di gara di tutti i sette incontri del Mundialito venne designato lo Stadio del Centenario di Montevideo, impianto realizzato in occasione del campionato del mondo 1930 e che nell'occasione era stato teatro della maggior parte delle sfide della prima rassegna iridata della storia.
| \| Montevideo \|              |
| Stadio del Centenario         |
| Capienza: 65 000              |
| Club: Peñarol                 |
| Località: Montevideo, Uruguay |
|                               |
| Montevideo                    |

### Formula
Le sei compagini chiamate a partecipare furono divise in due gironi all'italiana da tre squadre ciascuno, al termine dei quali le prime classificate di ogni girone avrebbero disputato direttamente la finale per la vittoria del torneo.

### Squadre partecipanti
Le nazionali iridate partecipanti furono l'Uruguay (campione a Uruguay 1930 e Brasile 1950), l'Italia (campione a Italia 1934 e Francia 1938), la Germania Ovest (campione a Svizzera 1954 e Germania Ovest 1974), il Brasile (campione a Svezia 1958, Cile 1962 e Messico 1970) e l'Argentina (campione ad Argentina 1978). La sesta e ultima nazionale a potersi fregiare all'epoca di almeno un titolo mondiale, l'Inghilterra (campione a Inghilterra 1966), scelse di non partecipare; al suo posto furono pertanto invitati i Paesi Bassi, finalisti nelle edizioni del 1974 e del 1978 e preferiti alla Cecoslovacchia e all'Ungheria, finalisti nel 1934 e nel 1962 i primi, e nel 1938 e nel 1954 i secondi.

### Sorteggio dei gruppi
Il sorteggio accoppiò nel girone A i padroni di casa dell'Uruguay assieme all'Italia e ai Paesi Bassi: non mancarono polemiche per quello che gli addetti ai lavori tacciarono come un sorteggio "pilotato", cioè volto a contrapporre agli uruguaiani le due formazioni ritenute più deboli sulla carta. Gli Azzurri, pur reduci da due quarti posti nelle precedenti edizioni del mondiale e dell'europeo, presentavano a Montevideo una nazionale abbastanza sperimentale, in quanto il commissario tecnico Bearzot volle approfittare del Mundialito per mettere alla prova alcuni possibili nuovi innesti: in quest'ottica vennero viste la rinuncia tra i pali all'esperto capitano Zoff in favore del suo secondo Bordon, la fiducia agli acerbi Altobelli, Conti e Pruzzo e le convocazioni degli esordienti Ancelotti, Bagni e Vierchowod, quest'ultimo alla prima esperienza assoluta in maglia azzurra; l'Italia doveva inoltre forzatamente rinunciare ai suoi attaccanti più prolifici, Paolo Rossi e Giordano, squalificati a seguito dello scandalo del Totonero, e a due giovani ma già affidabili elementi difensivi, i milanisti Franco Baresi e Collovati, impossibilitati a rispondere alla convocazione poiché impegnati nel campionato di Serie B.
Gli Oranje si presentarono alla rassegna con un organico non migliore: dopo la rivoluzione del calcio totale degli anni 1970, culminata con le due finali mondiali, all'inizio degli anni 1980 la nazionale olandese stava vivendo un periodo di profondo ricambio generazionale, con i nuovi Peters, Hovenkamp e Kist che erano sicuramente dei giocatori talentuosi, ma assolutamente non paragonabili ai campioni dell'epoca di Cruijff.
Dal canto suo, l'Uruguay non sembrava una squadra imbattibile sotto il profilo tecnico: in un gruppo di giocatori abbastanza anonimo, spiccava soltanto il talento di Paz, assieme all'esperto Morales e alle punte Ramos e Victorino; inoltre, la storia recente della nazionale uruguaiana era avara di successi, lontana dai fasti dei titoli mondiali e olimpici conseguiti nella prima metà del Novecento. Essere la squadra padrona di casa significava però avere alcuni netti vantaggi per la Celeste: giocare il torneo in patria non comportava problemi logistici e il tifo casalingo a supporto si traduceva nell'avere stimoli nettamente maggiori rispetto agli avversari; soprattutto, l'Uruguay era l'unica compagine ad aver svolto una precisa preparazione per ben figurare al Mundialito.
Nel girone B finirono così per confluire, in una sorta di scontro fratricida, tutte e tre le nazionali cui venivano date le maggiori chance di vittoria del torneo, ovvero il Brasile, l'Argentina e la Germania Ovest. La Seleção, semifinalista alla Copa América 1979, similmente alla compagine italiana, arrivò all'appuntamento all'apparenza un po' in disarmo, priva di due elementi-simbolo come Falcão e Zico, ma il blasone dei verdeoro rimaneva immutato, potendo comunque contare su giovani campioni come Júnior, Cerezo e Sócrates. L'Albiceleste si presentava invece a Montevideo da campione del mondo in carica; rispetto alla squadra trionfatrice due anni prima a Buenos Aires, gli argentini schieravano in formazione anche il ventenne fuoriclasse Maradona, il quale nel 1979 aveva trascinato l'Under-20 alla vittoria del mondiale di categoria. C'era infine la Mannschaft, vincitrice del campionato d'Europa 1980 giocato appena sei mesi prima; la nazionale tedesca, per il Mundialito, era stata costretta a rinunciare a due importanti pedine come Schuster e Stielike, trattenuti nel vecchio continente dai rispettivi club, Barcellona e Real Madrid, ma poteva comunque contare su campioni del calibro di Schumacher, Kaltz, Magath e soprattutto Rummenigge.

### Andamento

#### Fase a gironi

L'uruguaiano Waldemar Victorino fu il migliore marcatore del Mundialito con 3 gol, nonché l'autore della rete decisiva ai brasiliani in finale.

Dopo una fastosa cerimonia di apertura allo Stadio del Centenario, il 30 dicembre 1980 prese il via il Mundialito con la gara inaugurale, che vedeva di fronte per il girone A i padroni di casa e gli olandesi. L'Uruguay non ebbe difficoltà a superare gli spenti Oranje già nel primo tempo con le reti di Ramos e Victorino. La successiva partita del gruppo, tra gli uruguaiani e l'Italia, divenne in pratica già decisiva, dato che con una vittoria la Celeste avrebbe matematicamente passato il turno. Così accadde, ma non senza polemiche: dopo una prima frazione di gioco abbastanza scialba, nella ripresa l'Uruguay passò in vantaggio grazie a un generoso rigore assegnato dal direttore di gara Guruceta, poi realizzato da Morales; Victorino arrotondò il punteggio in contropiede, ma la direzione di gara della giacchetta nera spagnola, giudicata confusionaria e permissiva, venne fortemente criticata dagli Azzurri, che lo accusarono di un arbitraggio troppo compiacente verso i padroni di casa.
Col 2-0 finale, l'Uruguay andò dritto in finale, mentre l'Italia (che chiuse la partita in nove per le espulsioni di Cabrini e Tardelli) si ritrovò fuori dopo una sola gara. L'ultima sfida del girone tra gli italiani e i Paesi Bassi, ormai ininfluente, si risolse in parità dopo appena un quarto d'ora, quando al vantaggio azzurro di Ancelotti rispose dopo pochi minuti Peters. L'esordio del girone B avvenne il 1º gennaio 1981, con la sfida di richiamo tra i campioni d'Europa e del mondo in carica. La Germania Ovest andò in vantaggio alla fine del primo tempo con Hrubesch, e per lunghi tratti della seconda frazione sembrò poter amministrare tranquillamente il risultato contro un'Argentina non certo irresistibile, ma a sei minuti dal fischio finale un autogol di Kaltz ribaltò l'esito della sfida: i tedeschi si smarrirono improvvisamente, sicché quattro minuti dopo Díaz siglò il gol della vittoria per l'Albiceleste.
La seconda partita del gruppo fu l'atteso derby sudamericano tra Argentina e Brasile, terminato in parità con le reti di Maradona ed Edevaldo, ma ricordato soprattutto per la grande rissa scoppiata dopo il triplice fischio dell'arbitro, iniziata in campo e proseguita negli spogliatoi. Il risultato finale sembrava comunque soddisfare più gli argentini che i brasiliani; per superare il turno, ai verdeoro non sarebbe bastato battere la Germania Ovest nell'ultima e decisiva gara del girone, ma avrebbero dovuto farlo con almeno due reti di scarto. I tedeschi passarono in vantaggio all'inizio della ripresa con Allofs, ma furono subito rimontati dalle reti di Júnior e Cerezo, prima che nel finale Serginho e Zé Sérgio portassero il risultato a un rotondo 4-1. Il fatto che la goleada verdeoro avesse avuto luogo nei minuti finali innescò non pochi sospetti (alcuni parlarono addirittura di modelle brasiliane viste aggirarsi nell'albergo dei tedeschi il giorno precedente la partita); in ogni caso essa permise alla Seleção di appaiare in classifica gli argentini e, in virtù della migliore differenza reti, di approdare in finale a discapito degli storici rivali.

#### Finale
Il 10 gennaio 1981 si presentarono così all'atto finale del Mundialito le compagini di Uruguay e Brasile. La sfida di Montevideo propose una finale a sorpresa rispetto alle previsioni della vigilia, ciò nonostante gli spunti d'interesse non mancavano, soprattutto per via della riproposizione di un suggestivo replay della storica sfida del campionato del mondo 1950, passata agli annali come il Maracanazo, che vide da una parte la Celeste festeggiare la sua seconda Coppa Rimet e dall'altra la Seleção vivere una delle sue peggiori tragedie sportive; lo stesso tecnico sulla panchina dei padroni di casa, Roque Máspoli, trentuno anni prima era in campo a difendere la porta uruguaiana, emergendo come uno dei maggiori protagonisti di quella partita.
L'esito della finale appariva meno scontato di quel che sembrasse: i verdeoro allenati da Telê Santana rappresentavano l'unione di tanti ottimi solisti come Batista, Cerezo, Éder, Júnior, Oscar e Sócrates, che due anni più tardi, al mondiale di Spagna 1982, avrebbero messo in scena una delle nazionali brasiliane più spettacolari di sempre; l'Uruguay, partito in sordina, nel corso del torneo mise in mostra un solido gruppo di giovani, cui ai già citati Paz, Ramos e Victorino si aggiunse il giovane capitano, il portiere Rodríguez, che presto diverrà uno dei più forti numeri uno del calcio uruguaiano. Dopo un primo tempo a reti inviolate, a predominanza verdeoro ma coi padroni di casa sempre pronti a ripartire in contropiede, all'inizio del secondo tempo passò per primo l'Uruguay grazie a un lampo di Barrios (subentrato nell'intervallo all'infortunato de la Peña). I brasiliani trovarono il pareggio al quarto d'ora della ripresa con un calcio di rigore trasformato da Sócrates, ma proprio quando sembrava imminente il vantaggio verdeoro, a dieci minuti dallo scadere Victorino raccolse un pallone vagante in mezzo all'area e batté l'estremo difensore brasiliano João Leite, siglando il 2-1 che valse il trionfo finale uruguaiano.
La Seleção non riuscì così a vendicare la sconfitta del Maracanã del 1950, mentre i giocatori della Celeste festeggiarono la vittoria del torneo in uno Stadio del Centenario gremito, con Rodríguez che poté sollevare al cielo la Coppa d'Oro davanti al pubblico di casa. Victorino, eroe della finale, completò il trionfo uruguaiano laureandosi capocannoniere della manifestazione con 3 gol. Pur non trattandosi di una competizione ufficiale, la vittoria nel Mundialito ebbe il merito di riportare l'Uruguay tra le grandi del calcio mondiale, permettendo alla squadra di lasciarsi alle spalle i tormentati anni 1970 e di spingerla verso la rinascita degli anni 1980, suggellata poi dalle vittorie in Copa América nell'edizione itinerante del 1983 e in quella di Argentina 1987.

## Risultati

### Fase a gironi

#### Gruppo A

##### Risultati
| Arbitro: | Labó |

|                         |           |  |
| Ramos 31’ Victorino 45’ | Marcatori |  |

| Arbitro: | Guruceta |

|                                  |           |  |
| Morales 67’ (rig.) Victorino 81’ | Marcatori |  |

| Arbitro: | Wöhrer |

|            |           |              |
| Peters 15’ | Marcatori | 7’ Ancelotti |

##### Classifica
| Pos. | Squadra     | Pt | G | V | N | P | GF | GS | DR |
| ---- | ----------- | -- | - | - | - | - | -- | -- | -- |
| 1.   | Uruguay     | 4  | 2 | 2 | 0 | 0 | 4  | 0  | +4 |
| 2.   | Italia      | 1  | 2 | 0 | 1 | 1 | 1  | 3  | -2 |
| 3.   | Paesi Bassi | 1  | 2 | 0 | 1 | 1 | 1  | 3  | -2 |

#### Gruppo B

##### Risultati
| Arbitro: | Castillo |

|                           |           |              |
| Kaltz 84’ (aut.) Díaz 88’ | Marcatori | 41’ Hrubesch |

| Arbitro: | Linemayr |

|              |           |              |
| Maradona 30’ | Marcatori | 47’ Edevaldo |

| Arbitro: | Silvagno |

|                                                  |           |               |
| Júnior 56’ Cerezo 61’ Serginho 76’ Zé Sérgio 82’ | Marcatori | 54’ K. Allofs |

##### Classifica
| Pos. | Squadra        | Pt | G | V | N | P | GF | GS | DR |
| ---- | -------------- | -- | - | - | - | - | -- | -- | -- |
| 1.   | Brasile        | 3  | 2 | 1 | 1 | 0 | 5  | 2  | +3 |
| 2.   | Argentina      | 3  | 2 | 1 | 1 | 0 | 3  | 2  | +1 |
| 3.   | Germania Ovest | 0  | 2 | 0 | 0 | 2 | 2  | 6  | -4 |

### Finale
| Arbitro: | Linemayr |

|                           |           |                     |
| Barrios 50’ Victorino 80’ | Marcatori | 62’ (rig.) Sócrates |

### Classifica marcatori
| Gol | Rigori |  | Giocatore              | Squadra   |
| --- | ------ |  | ---------------------- | --------- |
| 3   |        |  | Waldemar Victorino     | Uruguay   |
| 1   |        |  | Ramón Díaz             | Argentina |
| 1   |        |  | Diego Armando Maradona | Argentina |
| 1   |        |  | Edevaldo               | Brasile   |
| 1   |        |  | Júnior                 | Brasile   |
| 1   |        |  | Serginho               | Brasile   |
| 1   | 1      |  | Sócrates               | Brasile   |
| 1   |        |  | Toninho Cerezo         | Brasile   |

| Gol | Rigori |  | Giocatore       | Squadra        |
| --- | ------ |  | --------------- | -------------- |
| 1   |        |  | Zé Sérgio       | Brasile        |
| 1   |        |  | Klaus Allofs    | Germania Ovest |
| 1   |        |  | Horst Hrubesch  | Germania Ovest |
| 1   |        |  | Carlo Ancelotti | Italia         |
| 1   |        |  | Jan Peters      | Paesi Bassi    |
| 1   |        |  | Jorge Barrios   | Uruguay        |
| 1   | 1      |  | Julio Morales   | Uruguay        |
| 1   |        |  | Venancio Ramos  | Uruguay        |

Autoreti
- Manfred Kaltz (1 pro Argentina)

## Convocazioni
L'età dei calciatori è relativa al 30 dicembre 1980, data di inizio della manifestazione.

### Argentina
Allenatore:  César Luis Menotti
| N. | Pos. | Giocatore              | Data nascita (età)         | Pres. | Squadra            |
| -- | ---- | ---------------------- | -------------------------- | ----- | ------------------ |
| 1  | P    | Ubaldo Fillol          | 21 luglio 1950 (30 anni)   |       | River Plate        |
| 2  | D    | Luis Galván            | 24 febbraio 1948 (32 anni) |       | Talleres (C)       |
| 3  | D    | Alberto Tarantini      | 3 dicembre 1955 (25 anni)  |       | River Plate        |
| 4  | D    | Jorge Olguín           | 17 maggio 1952 (28 anni)   |       | Independiente      |
| 5  | C    | Américo Gallego        | 25 aprile 1955 (25 anni)   |       | Newell's Old Boys  |
| 6  | D    | Daniel Passarella      | 25 maggio 1953 (27 anni)   |       | River Plate        |
| 7  | C    | Daniel Bertoni         | 14 marzo 1955 (25 anni)    |       | Fiorentina         |
| 8  | C    | Osvaldo Ardiles        | 3 agosto 1952 (28 anni)    |       | Tottenham          |
| 9  | A    | Ramón Díaz             | 29 agosto 1959 (21 anni)   |       | River Plate        |
| 10 | C    | Diego Armando Maradona | 30 ottobre 1960 (20 anni)  |       | Argentinos Juniors |
| 11 | A    | Mario Kempes           | 15 luglio 1954 (26 anni)   |       | Valencia           |
| 12 | P    | Héctor Baley           | 16 novembre 1950 (30 anni) |       | Independiente      |
| 13 | C    | Carlos Fren            | 27 dicembre 1954 (26 anni) |       | Independiente      |
| 14 | A    | Leopoldo Luque         | 3 maggio 1949 (31 anni)    |       | River Plate        |
| 15 | C    | Juan Barbas            | 23 agosto 1959 (21 anni)   |       | Racing Club        |
| 16 | C    | José Daniel Valencia   | 3 ottobre 1955 (25 anni)   |       | Talleres (C)       |
| 17 | D    | José Van Tuyne         | 13 dicembre 1954 (26 anni) |       | Talleres (C)       |
| 18 | D    | Victorio Ocaño         | 9 giugno 1954 (26 anni)    |       | Talleres (C)       |

### Brasile
Allenatore:  Telê Santana
| N. | Pos. | Giocatore       | Data nascita (età)         | Pres. | Squadra          |
| -- | ---- | --------------- | -------------------------- | ----- | ---------------- |
| 1  | P    | Carlos          | 4 marzo 1956 (24 anni)     |       | Ponte Preta      |
| 2  | D    | Edevaldo        | 28 gennaio 1958 (22 anni)  |       | Fluminense       |
| 3  | D    | Oscar           | 20 giugno 1954 (26 anni)   |       | San Paolo        |
| 4  | D    | Luizinho        | 22 ottobre 1958 (22 anni)  |       | Atlético Mineiro |
| 5  | C    | Batista         | 8 marzo 1955 (25 anni)     |       | Internacional    |
| 6  | C    | Júnior          | 29 giugno 1954 (26 anni)   |       | Flamengo         |
| 7  | A    | Tita            | 1º aprile 1958 (22 anni)   |       | Flamengo         |
| 8  | C    | Toninho Cerezo  | 21 aprile 1955 (25 anni)   |       | Atlético Mineiro |
| 9  | C    | Sócrates        | 19 febbraio 1954 (26 anni) |       | Corinthians      |
| 10 | C    | Renato          | 21 febbraio 1957 (23 anni) |       | San Paolo        |
| 11 | A    | Zé Sérgio       | 8 marzo 1957 (23 anni)     |       | San Paolo        |
| 12 | P    | João Leite      | 13 ottobre 1955 (25 anni)  |       | Atlético Mineiro |
| 13 | D    | Getúlio         | 25 febbraio 1954 (26 anni) |       | San Paolo        |
| 14 | D    | Juninho Fonseca | 29 agosto 1958 (22 anni)   |       | Ponte Preta      |
| 15 | D    | Edinho          | 5 giugno 1955 (25 anni)    |       | Fluminense       |
| 16 | C    | Paulo Isidoro   | 3 luglio 1953 (27 anni)    |       | Grêmio           |
| 17 | A    | Serginho        | 23 dicembre 1953 (27 anni) |       | San Paolo        |
| 18 | A    | Éder            | 25 maggio 1957 (23 anni)   |       | Atlético Mineiro |

### Germania Ovest
Allenatore:  Jupp Derwall
| N. | Pos. | Giocatore             | Data nascita (età)          | Pres. | Squadra               |
| -- | ---- | --------------------- | --------------------------- | ----- | --------------------- |
| 1  | P    | Harald Schumacher     | 6 marzo 1954 (26 anni)      |       | Colonia               |
| 2  | D    | Manfred Kaltz         | 6 gennaio 1953 (27 anni)    |       | Amburgo               |
| 3  | C    | Rainer Bonhof         | 29 marzo 1952 (28 anni)     |       | Valencia              |
| 4  | D    | Karlheinz Förster     | 25 luglio 1958 (22 anni)    |       | Stoccarda             |
| 5  | D    | Bernard Dietz         | 22 marzo 1948 (32 anni)     |       | Duisburg              |
| 6  | D    | Hans-Peter Briegel    | 11 ottobre 1955 (25 anni)   |       | Kaiserslautern        |
| 7  | C    | Felix Magath          | 26 luglio 1953 (27 anni)    |       | Amburgo               |
| 8  | A    | Karl-Heinz Rummenigge | 25 settembre 1955 (25 anni) |       | Bayern Monaco         |
| 9  | A    | Horst Hrubesch        | 17 aprile 1951 (29 anni)    |       | Amburgo               |
| 10 | C    | Hansi Müller          | 27 luglio 1957 (23 anni)    |       | Stoccarda             |
| 11 | A    | Klaus Allofs          | 5 dicembre 1956 (24 anni)   |       | Fortuna Düsseldorf    |
| 12 | P    | Eike Immel            | 27 novembre 1960 (20 anni)  |       | Borussia Dortmund     |
| 13 | D    | Kurt Niedermayer      | 25 novembre 1955 (25 anni)  |       | Bayern Monaco         |
| 14 | D    | Wilfried Hannes       | 17 maggio 1957 (23 anni)    |       | Borussia M'gladbach   |
| 15 | C    | Miroslav Votava       | 25 aprile 1956 (24 anni)    |       | Werder Brema          |
| 16 | C    | Wolfgang Dremmler     | 12 luglio 1954 (26 anni)    |       | Bayern Monaco         |
| 17 | C    | Karl Allgöwer         | 5 gennaio 1957 (23 anni)    |       | Stoccarda             |
| 18 | C    | Ronald Borchers       | 10 ottobre 1957 (23 anni)   |       | Eintracht Francoforte |

### Italia
Allenatore:  Enzo Bearzot
| N. | Pos. | Giocatore            | Data nascita (età)          | Pres. | Squadra    |
| -- | ---- | -------------------- | --------------------------- | ----- | ---------- |
| 1  | P    | Ivano Bordon         | 13 aprile 1951 (29 anni)    |       | Inter      |
| 2  | D    | Giuseppe Baresi      | 7 febbraio 1958 (22 anni)   |       | Inter      |
| 3  | D    | Antonio Cabrini      | 8 ottobre 1957 (23 anni)    |       | Juventus   |
| 4  | D    | Claudio Gentile      | 27 settembre 1953 (27 anni) |       | Juventus   |
| 5  | D    | Gaetano Scirea       | 25 maggio 1953 (27 anni)    |       | Juventus   |
| 6  | D    | Pietro Vierchowod    | 6 aprile 1959 (21 anni)     |       | Como       |
| 7  | C    | Carlo Ancelotti      | 10 giugno 1959 (21 anni)    |       | Roma       |
| 8  | C    | Giancarlo Antognoni  | 1º aprile 1954 (26 anni)    |       | Fiorentina |
| 9  | C    | Gianpiero Marini     | 25 febbraio 1951 (29 anni)  |       | Inter      |
| 10 | C    | Gabriele Oriali      | 25 novembre 1952 (28 anni)  |       | Inter      |
| 11 | C    | Marco Tardelli       | 24 settembre 1954 (26 anni) |       | Juventus   |
| 12 | P    | Giovanni Galli       | 29 aprile 1958 (22 anni)    |       | Fiorentina |
| 13 | C    | Renato Zaccarelli    | 18 gennaio 1951 (29 anni)   |       | Torino     |
| 14 | C    | Salvatore Bagni      | 25 settembre 1956 (24 anni) |       | Perugia    |
| 15 | C    | Bruno Conti          | 13 marzo 1955 (25 anni)     |       | Roma       |
| 16 | A    | Alessandro Altobelli | 28 novembre 1955 (25 anni)  |       | Inter      |
| 17 | A    | Francesco Graziani   | 16 dicembre 1952 (28 anni)  |       | Torino     |
| 18 | A    | Roberto Pruzzo       | 1º aprile 1955 (25 anni)    |       | Roma       |

### Paesi Bassi
Allenatore:  Jan Zwartkruis
| N. | Pos. | Giocatore            | Data nascita (età)          | Pres. | Squadra    |
| -- | ---- | -------------------- | --------------------------- | ----- | ---------- |
| 1  | P    | Pim Doesburg         | 28 ottobre 1943 (37 anni)   |       | PSV        |
| 2  | D    | Ben Wijnstekers      | 31 agosto 1955 (25 anni)    |       | Feyenoord  |
| 3  | D    | Ronald Spelbos       | 8 luglio 1954 (26 anni)     |       | AZ Alkmaar |
| 4  | D    | Ernie Brandts        | 3 febbraio 1956 (24 anni)   |       | PSV        |
| 5  | D    | Hugo Hovenkamp       | 5 ottobre 1950 (30 anni)    |       | AZ Alkmaar |
| 6  | C    | Willy van de Kerkhof | 16 settembre 1951 (29 anni) |       | PSV        |
| 7  | C    | Martin Jol           | 16 gennaio 1956 (24 anni)   |       | Twente     |
| 8  | C    | Jan Peters           | 18 agosto 1954 (26 anni)    |       | AZ Alkmaar |
| 9  | A    | Kees Kist            | 7 agosto 1952 (28 anni)     |       | AZ Alkmaar |
| 10 | C    | René van de Kerkhof  | 16 settembre 1951 (29 anni) |       | PSV        |
| 11 | A    | Pierre Vermeulen     | 16 marzo 1956 (24 anni)     |       | Feyenoord  |
| 12 | D    | John Metgod          | 27 febbraio 1958 (22 anni)  |       | AZ Alkmaar |
| 13 | C    | Michel Valke         | 25 agosto 1959 (21 anni)    |       | PSV        |
| 14 | A    | Pier Tol             | 12 luglio 1958 (22 anni)    |       | AZ Alkmaar |
| 15 | A    | Toine van Mierlo     | 24 agosto 1957 (23 anni)    |       | Willem II  |
| 16 | C    | Peter Arntz          | 5 febbraio 1953 (27 anni)   |       | AZ Alkmaar |
| 17 | D    | Piet Wildschut       | 25 ottobre 1957 (23 anni)   |       | PSV        |
| 18 | P    | Hans van Breukelen   | 4 ottobre 1956 (24 anni)    |       | Utrecht    |

### Uruguay
Allenatore:  Roque Máspoli
| N. | Pos. | Giocatore           | Data nascita (età)          | Pres. | Squadra              |
| -- | ---- | ------------------- | --------------------------- | ----- | -------------------- |
| 1  | P    | Rodolfo Rodríguez   | 20 gennaio 1956 (24 anni)   |       | Nacional             |
| 2  | D    | Walter Olivera      | 16 agosto 1953 (27 anni)    |       | Peñarol              |
| 3  | D    | Hugo de León        | 27 febbraio 1958 (22 anni)  |       | Nacional             |
| 4  | D    | José Hermes Moreira | 30 settembre 1958 (22 anni) |       | Nacional             |
| 5  | C    | Ariel Krasouski     | 31 maggio 1958 (22 anni)    |       | Montevideo Wanderers |
| 6  | D    | Daniel Martínez     | 21 dicembre 1959 (21 anni)  |       | Danubio              |
| 7  | C    | Venancio Ramos      | 20 giugno 1959 (21 anni)    |       | Peñarol              |
| 8  | C    | Eduardo de la Peña  | 7 giugno 1955 (25 anni)     |       | Nacional             |
| 9  | A    | Waldemar Victorino  | 22 maggio 1952 (28 anni)    |       | Nacional             |
| 10 | C    | Rubén Paz           | 8 agosto 1959 (21 anni)     |       | Peñarol              |
| 11 | A    | Julio Morales       | 16 febbraio 1945 (35 anni)  |       | Nacional             |
| 12 | P    | Fernando Álvez      | 4 settembre 1959 (21 anni)  |       | Peñarol              |
| 13 | A    | Jorge Siviero       | 13 maggio 1952 (28 anni)    |       | Sud América          |
| 14 | D    | Nelson Marcenaro    | 4 settembre 1952 (28 anni)  |       | Peñarol              |
| 15 | D    | Víctor Diogo        | 9 aprile 1958 (22 anni)     |       | Peñarol              |
| 16 | C    | Arsenio Luzardo     | 4 settembre 1959 (21 anni)  |       | Nacional             |
| 17 | C    | Jorge Barrios       | 24 gennaio 1961 (19 anni)   |       | Montevideo Wanderers |
| 18 | C    | Ernesto Vargas      | 1º maggio 1961 (19 anni)    |       | Peñarol              |